# Ribellione di Saga
La Ribellione di Saga (佐賀の乱?, Saga no ran) fu una rivolta di samurai avvenuta nel 1874 nella regione giapponese del Kyūshū contro il governo del nuovo imperatore Meiji. Fu fomentata e guidata da Etō Shinpei e da Shima Yoshitake nella provincia di Hizen.

## Contesto
In seguito alla restaurazione Meiji del 1868 il Giappone fu avviato ad un rapido processo di modernizzazione e molte antiche usanze iniziarono ad essere abbandonate. In particolare molti privilegi della classe di samurai furono aboliti, come per esempio le loro rendite e il loro status sociale elevato. Inoltre l'introduzione della coscrizione obbligatoria permise la creazione dell'Esercito Imperiale Giapponese, rendendo di fatto l'esistenza stessa dei samurai superflua e fondamentalmente priva di scopo.
Il progresso del paese portò a rapide modifiche radicali in vari ambiti: cultura, lingua, moda e cucina del paese che furono viste dai tradizionalisti come un tradimento del Sonnō jōi (Espellere i barbari) fortemente voluto dall'Imperatore Komei e altrettanto fieramente sostenuto per abolire lo shogunato Tokugawa. La provincia di Hizen era popolata in gran parte proprio da samurai, in maggioranza restii ai cambiamenti voluti dal nuovo governo imperiale. Molti erano avversi al processo di assimilazione della cultura occidentale in Giappone, mentre erano fortemente animati da un fervido sentimento anticoreano e perciò motivati a muovere guerra contro la Corea, oltre che al ritorno del vecchio sistema feudale, non più in vigore dopo il governo Meiji ne decise l'abolizione nel 1871, per accelerare il processo di occidentalizzazione della nazione.

## Antefatti
Etō Shimpei, precedentemente ministro della giustizia e membro del consiglio rassegnò le dimissioni nel 1873 per protestare contro il rifiuto del governo ad intraprendere una spedizione militare contro la Corea; nei mesi seguenti nel tentativo di convincere le parti politiche della necessità dell'intervento militare fondò un partito politico (Aikoku Kōtō) e scrisse un manifesto in cui criticava apertamente il governo. Nel gennaio 1874, frustrato dal continuo rifiuto delle sue idee abbandonò la capitale per tornare nella sua natia Saga, dove fu accolto con gioia dai suoi concittadini.
Preoccupato dalle tensioni il ministro degli interni Ōkubo Toshimichi inviò il suo sottoposto Iwamura Takatoshi a Saga per riportare la situazione sotto controllo e ripristinare l'ordine. Tuttavia Takatoshi si rivelò un pessimo negoziatore ed ottenne esattamente l'effetto inverso di alimentare ancor di più il dissenso; inoltre lungo la strada per Saga arrivò ad oltraggiare il potente Shima Yoshitake, che scelse di appoggiare Etō e i suoi uomini.

## La ribellione

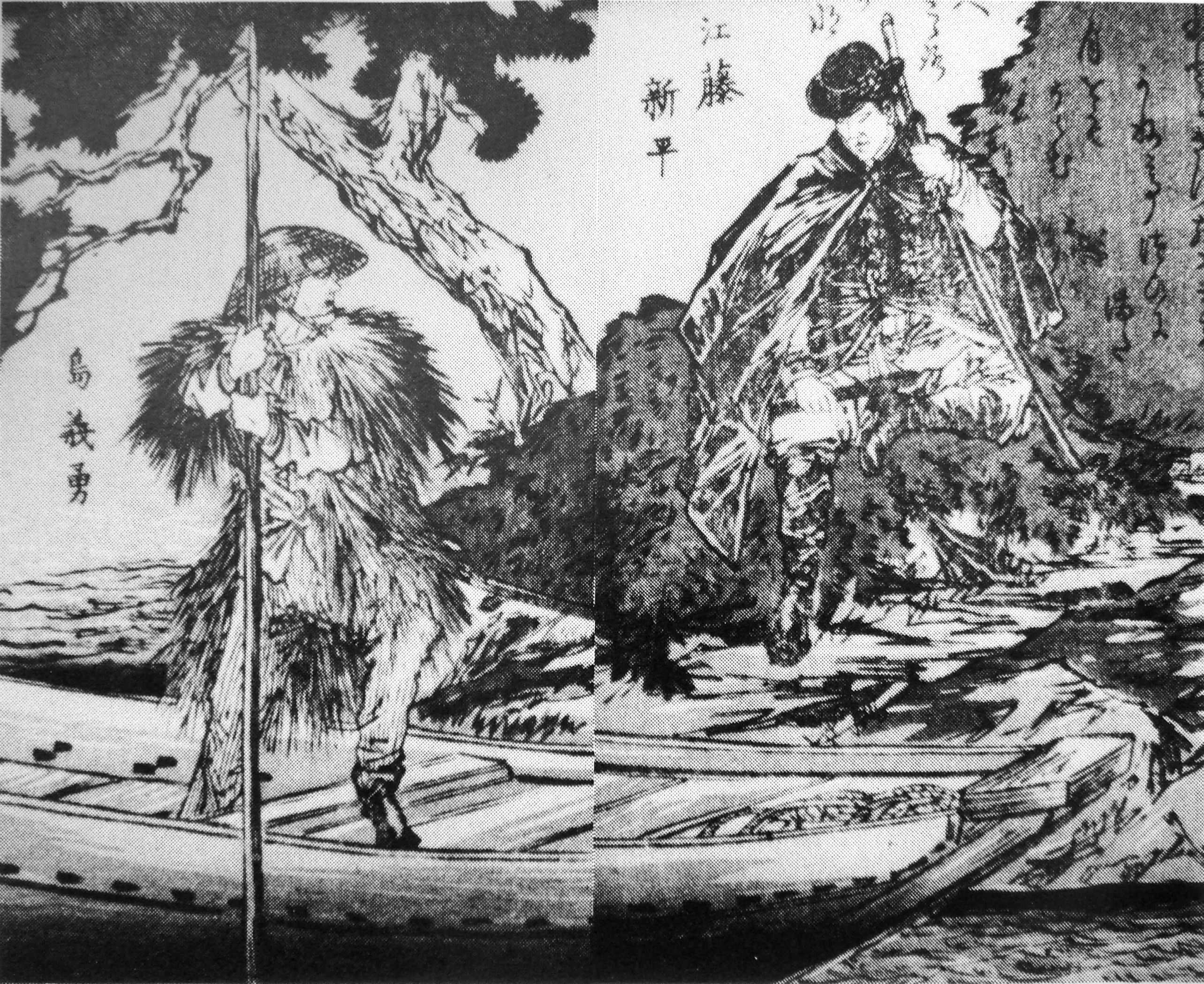
Etō e Shima in fuga.

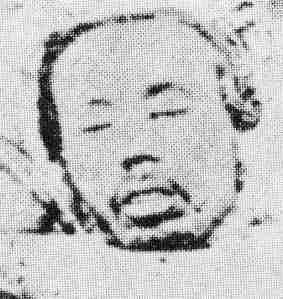
La testa di Etō Shinpei dopo l'esecuzione.

Etō prese la decisione di agire e il 16 febbraio 1874 occupò gli uffici del governo a Saga, situati vicino al castello. Egli era convinto che i vicini Satsuma e Tosa lo avrebbero immediatamente imitato, sollevandosi contro il governo imperiale, ma la cosa non avvenne e Saga rimase solo contro gli imperiali.
Tre giorni dopo il ministro Ōkubo arrivò ad Hakata ed emanò un proclama condannando ufficialmente i samurai di Saga definendoli ribelli e traditori. Immediatamente l'esercito regolare giapponese marciò contro Saga e il 22 febbraio si verificò il primo scontro tra le fazioni, che vide la netta vittoria degli imperiali. In seguito alla sconfitta Etō decise che continuare a combattere sarebbe stato solo uno spreco inutile di vite umane, per questo dissolse la sua armata e si mise in marcia, insieme ad un gruppo di fedelissimi, in direzione di Kagoshima confidando nell'aiuto di Saigō Takamori. Il suo piano prevedeva, in caso di fallimento coi Satsuma, di raggiungere i Tosa e qualora anche loro avessero rifiutato di sostenerlo si sarebbe recato a Tokyo per commettere seppuku.
Malgrado la partenza del loro comandante i ribelli di Saga continuarono a combattere, in particolare per le strade della città si verificò un feroce e sanguinoso scontro il 27 febbraio. Poco dopo Shima, che precedentemente aveva giurato che avrebbe combattuto fino alla morte, partì nottetempo per andare a Kagoshima, seguito dai suoi uomini. In seguito a questo evento i samurai rimanenti si arresero e il 1 marzo il castello di Saga fu conquistato dagli imperiali. Immediatamente furono emessi dei mandati di arresto per Etō e Shima.
Come ormai era prevedibile Etō non ebbe alcuna fortuna a Kagoshima e fu ricevuto freddamente anche a Tosa; dove arrivò fortunosamente grazie ad un peschereccio. Rimasto senza speranza cercò di recarsi a Tokyo ma venne infine arrestato il 28 marzo. Anche Shima ebbe lo stesso destino pochi giorni dopo.
Dopo l'arresto dei due capi della ribellione Sanjō Sanetomi scrisse al ministro Ōkubo per fargli considerare l'ipotesi di una condanna mite, in quanto riteneva che dietro la loro rivolta non ci fossero intenzioni malvagie ma che agissero sempre e comunque per il bene del Giappone, inoltre i due si erano sempre comportati seguendo il codice dei samurai, dimostrandosi persone onorevoli. Anche Kido Takayoshi sostenne questa visione suggerendo che potesse riabilitarsi prendendo parte alla Spedizione di Taiwan del 1874 tuttavia Ōkubo ritenne che fosse il caso di dare l'esempio e creare un monito per tutti; Etō e Shima furono processati da un tribunale militare l'8 aprile 1874 e condannati a morte. L'esecuzione avvenne il giorno successivo e dopo la morte la testa di Etō fu separata dal corpo ed esposta come monito per tutti i samurai che ancora non volevano accettare le riforme.

## Conseguenze
Gli scontri avvenuti durante il conflitto, portarono alla distruzione del Castello di Saga, che per secoli fu la sede dei Daimyō locali. Inoltre, nonostante la ribellione fu soppressa, altri focolai di rivolta si svilupparono nel paese, culminando nella ribellione di Chōshū del 1876 e nella ribellione di Satsuma del 1877. Bisognerà attendere il decenio successivo per poter definire il Giappone come un paese in pace.